# Српска радикална странка Републике Српске
Српска радикална странка Републике Српске (СРС РС) је бивша политичка партија са сједиштем у Републици Српској. Њен председник је био Миланко Михајлица. Средином априла 2019. године ова политичка странка се интегрисала у Партију демократског прогреса, те је њен бивши предсједник (Миланко Михајлица) аутоматски ушао у Предсједништво ПДП-а.
Први председник СРС РС је био Никола Поплашен, а странка је основана 12. фебруара 1992. године у Бањалуци. Странка је потекла од регионалног одбора СРС за Републику Српску. Ова политичка партија је највећи успјех остварила у љето 1993. године када је иза СДС-а била друга странка по популарности у Републици Српској. Српска радикална странка Републике Српске је по свом програму била национална, патриотска и демократска странка десне оријентације. Њен програм је био посвећен цјелокупном српском народу са нагласком на Републику Српску.
Странка од 2004. прекинула је све односе са београдском централом СРС-а, након што су се Миланко Михајлица (председник странке) и Никола Поплашен (оснивач) идеолошки дистанцирали од Војислава Шешеља. Шешељеве присталице су формирале Српску радикалну странку др Војислав Шешељ. Од априла мјесеца 2019. године ова странка званично више не постоји.

## Предсједници
| Бр. | Председник        | Председник | Рођен-Умро | Почетак функције  | Крај функције   |
| --- | ----------------- | ---------- | ---------- | ----------------- | --------------- |
| 1.  | Никола Поплашен   |            | 1951–      | 12. фебруар 1992. | 1999.           |
| 2.  | Радислав Кањерић  |            | ?–         | 1999.             | 2002.           |
| 3.  | Миланко Михајлица |            | 1967–      | 2002.             | 19. април 2019. |

## Резултати
| Избори | # гласова | % од важећих | # посланика | Влада                        |
| ------ | --------- | ------------ | ----------- | ---------------------------- |
| 1996   | 72.517    | 6.7%         | 6 / 83      | владајући                    |
| 1997   | 124.746   | 18.07%       | 15 / 83     | опозиција                    |
| 1998   | 97.244    | 13.1%        | 11 / 83     | опозиција                    |
| 2000   |           |              | 0 / 83      |                              |
| 2002   | 22.396    | 4.4%         | 4 / 83      | владајући (до фебруара 2006) |
| 2006   | 16.454    | 2.92%        | 2 / 83      | опозиција                    |
| 2010   | 15.166    | 2.39%        | 1 / 83      | опозиција                    |
| 2014   | 173.824   | 26,26%       | 2 / 83      | опозиција                    |
| 2018   | 123.515   | 18,04%       | 0 / 83      | опозиција ванпарламентарна   |

| Избори | Кандидат        | # гласова | % од важећих | Резултат |
| ------ | --------------- | --------- | ------------ | -------- |
| 1998   | Никола Поплашен | 322.684   | 43,9%        | изабран  |